# Shel’fovyj Lednik Beregovogo
Koordinaten: 70° 20′ S, 19° 0′ O
Das Shel’fovyj Lednik Beregovogo (englische Transkription von russisch Шельфовый Ледник Берегового Schelfowy Lednik Beregowowo, deutsch ‚Küstenschelfeis‘) ist ein Schelfeis an der Prinzessin-Ragnhild-Küste des ostantarktischen Königin-Maud-Lands. Es liegt südwestlich des Godel-Eishafens.
Russische Wissenschaftler benannten es.